# Żyrzyn
Żyrzyn è un comune rurale polacco del distretto di Puławy, nel voivodato di Lublino.
Ricopre una superficie di 128,73 km² e nel 2004 contava 6 599 abitanti.